# لوجستية مستقلة
يصف مصطلح اللوجستية المستقلة الأنظمة التي يمكنها نقل المعدات أو الأمتعة أو الأشخاص أو المعلومات أو الموارد بشكل مستقل ودون الاعتماد على أيدي عاملة بشرية وذلك من نقطة لأخرى بأقل قدر من التدخل. وتعد اللوجستية المستقلة أحد المجالات التي تُجرى بشأنها الدراسات وهناك أبحاث قليلة متعلقة بالموضوع حاليًا حيث إن النظم التي يجري تطويرها أو نشرها في هذا الشأن تعد أقل عددًا أيضًا.

## مركبات اللوجستية المستقلة
هناك عدد من التصنيفات الفرعية لمركبات اللوجستية المستقلة:

### اللوجستية المستقلة الأرضية
نظرًا لاعتمادها على تقنية عربة برية غير مأهولة , تم ابتكار وسيلة نقل هائلة خاصة باللوجستية المستقلة والتي يمكن نشرها في غابة استوائية ليلاً ونهارًا.
وهناك مثال آخر وهو الشاحنة المستقلة تيراماكس (TerraMax) التي تعتمد على منصة الشاحنة الدفاعية (MTVR) التي تنتجها شركة أوشكوش (Oshkosh). ودخلت شاحنة تيراماكس مؤخرًا في منافسة ضمن مسابقة تحدي داربا الحضري لعام 2007. تم تصميم الشاحنة الدفاعية (MTVR) لفيالق قوات البحرية الأمريكية بحيث تبلغ نسبة تشغيلها في المناطق الوعرة 70%. إن طاقم تجهيزات الشاحنة الأرضية غير المأهولة تيراماكس لا يتداخل بأي شكل من الأشكال مع التشغيل الطبيعي للشاحنة. كما يساعد احتوائها لنظام استشعار قوي على إدراك الموقف حولها في دائرة يبلغ قطرها 360 درجة. ويمكن استخدام مكونات طاقم تجهيزات الملاحة المستقل لتعزيز وعي وإدراك قائد المركبة. كما يمكن استخدام طاقم التجهيزات المتكامل في تطبيقات أخرى مثل إزالة الجليد من على مدارج إقلاع وهبوط الطائرات.

### اللوجستية المستقلة الجوية
نظرًا لاعتمادها على تقنية طائرة دون طيار توفر اللوجستية المستقلة الجوية (التي تعرف اختصارًا بـ لوجستية المركبات الجوية الآلية) إمكانيات نقل الموارد والمعدات في حالات الإغاثة وعمليات التعويض ودوريات الاستكشاف التي يتم من خلالها تجميع المعلومات وأيضًا في توصيل الطرود أو الرزم.

### اللوجستية المستقلة الفضائية
يصف هذا النوع من اللوجستية إمكانية توفير إمدادات من وإلى الفضاء سواء أكانت حول مدار الأرض أو القمر أو أبعد من ذلك. ومن أمثلة وسائل اللوجستية الفضائية حاليًا المركبة الفضائية بروجريس, وهي المركبة الفضائية الروسية غير المأهولة القابلة للتوسيع ومركبة النقل الفضائية, وهي مركبة الفضاء غير المأهولة القابلة للتوسيع والمخصصة لإعادة التزود بالوقود والتي ابتكرتها وكالة الفضاء الأوروبية.

### اللوجستية المستقلة فوق الماء
نظرًا لاعتمادها على تقنية وسائل النقل غير المأهولة التي تعمل على سطح الماء، توفر هذه الفئة من المركبات مجموعة متنوعة من إمكانيات نقل المعدات وإمكانيات الإغاثة على المسطحات المائية.

### اللوجستية المستقلة الغاطسة
باستخدام تقنيات وسائل النقل المستقلة الغاطسة، يمكن لهذه الوسائل إعادة تزويد المركبات الغاطسة بالوقود أو أي متطلبات أخرى واستكشاف المنشآت المقامة تحت الماء وتوفير الإمدادات الطارئة وما إلى ذلك.

## اللوجستية المعتمدة على البرمجيات
تتولى حاويات الشحن في هذا العصر نقل معظم السلع المعبأة بين القارات في هذا العالم. وتعد مهمة إدارة نقل هذه السلع من حيث التخطيط ووضع الجداول الزمنية لها مهمة شاقة نظرًا لتعقيد هذه العمليات وما تتضمنه من آليات وتغييرات. لذلك تظهر التطورات الأخيرة وجود ميل متزايد نحو الرقابة والتحكم المستقلين في عملية نقل السلع باستخدام عوامل برمجية تعمل بالنيابة عن الكائنات اللوجستية. وعلى الرغم من درجة الاستقلالية العالية، فلا يزال من الضروري التعاون من أجل تحقيق أهداف معينة. أدت الاتجاهات الحالية والتغييرات الحديثة في مجال اللوجستية إلى نشأة متطلبات جديدة ومعقدة ومتضاربة إلى حد ما في مجال التخطيط اللوجستي ونظم التحكم والرقابة. ونظرًا للطبيعة الموزعة لأنظمة اللوجستية، فإن استخدام تقنية العوامل البرمجية تمثل إستراتيجية واعدة. ونظرًا للطبيعة الحركية للأنظمة اللوجستية، فإن استخدام تقنية العوامل المتحركة تمثل إستراتيجية مبشرة أيضًا. وقد تم وضع تصورات لسيناريوهات استخدام العوامل البرمجية المتحركة في مجال اللوجستيات.